# Повеліт

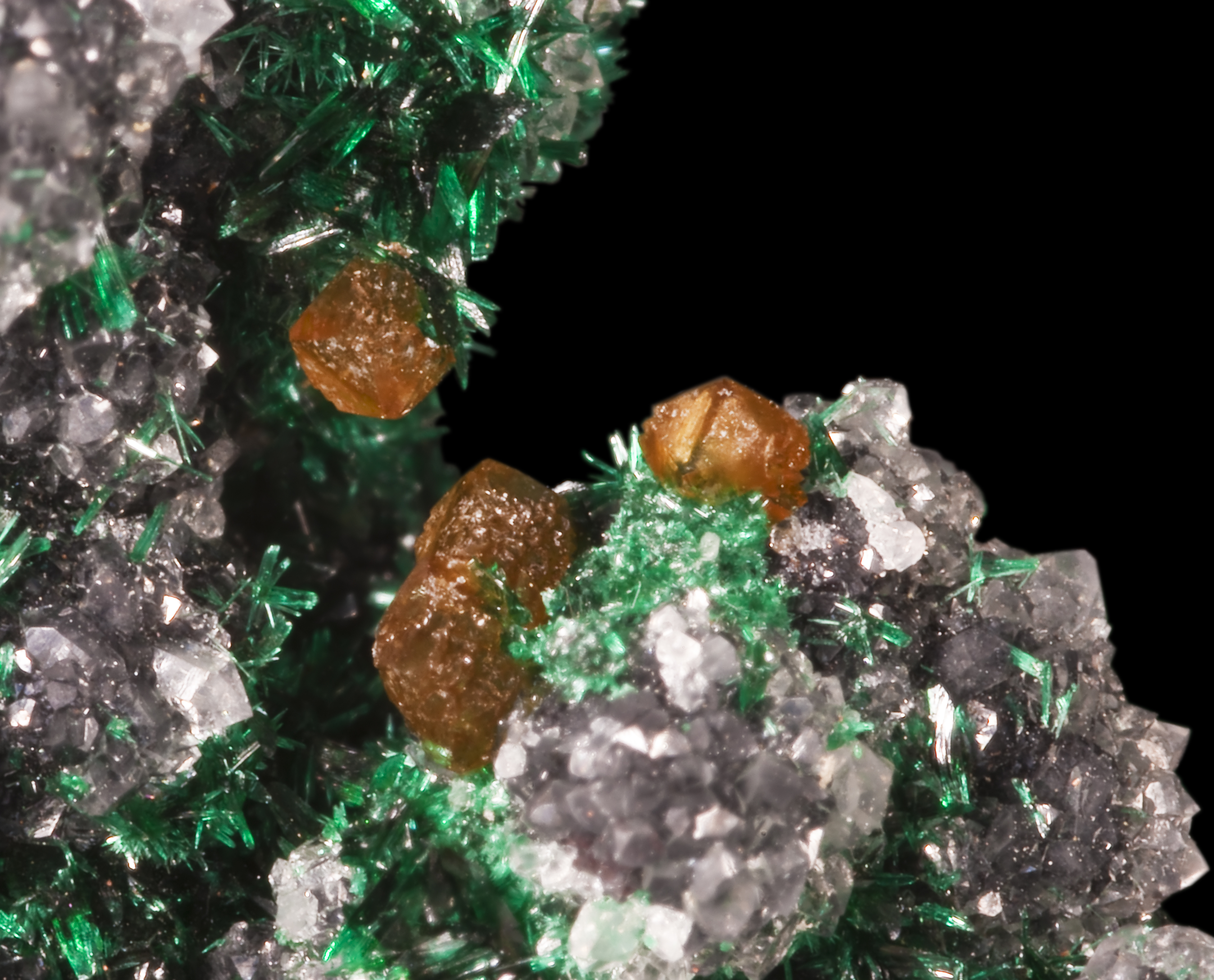
Повеліт

Повеліт — мінерал, молібдат кальцію острівної будови. Гр. шеєліту.

## Загальний опис
Хімічна формула: Ca[MoO4]. Містить (%): МоО3 — 72; до 10 % Мо ізоморфно заміняється на W, іноді присутні домішки TR. Сингонія тетрагональна. Тетрагонально-дипірамідальний вид. Спайність незавершена або відсутня. Утворює таблитчасті кристали, землисті, порошкуваті, листові агрегати, псевдоморфози за молібденітом. Густина 4,25-4,52. Твердість 3,5-3,75. Колір жовтий, жовтувато-зелений, білий, синьо-зелений, оранжево-червоний. Блиск на гранях алмазний, в лускатих агрегатах перламутровий, в землистих різновидах матовий. Риса світла з жовтуватим або зеленуватим відтінком. Дуже крихкий, злам нерівний. Походження гіпергенне, утворюється в зоні окиснення родов. молібденових руд. Вторинний мінерал зони окиснення молібденових родовищ. Іноді спостерігається як гідротермальний мінерал.
Знахідки: Пайк-Крік (штат Каліфорнія), Севен-Девлс (штат Айдахо) — США; Азегур (Марокко), Урал (РФ), Казахстан.
Названий за прізвищем американського геолога Дж. В.Поуелла (J.W.Powell), W.H.Melville, 1891.

## Різновиди
Розрізняють:
- повеліт вольфрамистий (різновид повеліту, який містить від 9,5 до 14,0 % WO3).